# Chaunac
Chaunac település Franciaországban, Charente-Maritime megyében. Lakosainak száma 70 fő (2022. január 1.). Chaunac Expiremont, Fontaines-d’Ozillac, Léoville, Pommiers-Moulons, Tugéras-Saint-Maurice és Vibrac községekkel határos.

## Népesség
A település népességének változása:
| Lakosok száma | 103  | 81   | 81   | 75   | 97   | 92   | 78   | 77   | 77   | 70   |
|               | 1968 | 1982 | 1990 | 2006 | 2013 | 2015 | 2017 | 2019 | 2020 | 2022 |